# André Saint-Rémy
André Alphonse Georges Saint-Rémy (Brussel, 12 maart 1913 - Sint-Joost-ten-Node, 14 juni 1984) was een Belgisch volksvertegenwoordiger en burgemeester voor de PSC-CVP.

## Levensloop
Saint-Rémy promoveerde in 1935 tot doctor in de rechten aan de UCL en werd beroepshalve advocaat.
Van 1939 tot 1968 was hij gemeenteraadslid van Sint-Joost-ten-Node, waarna hij van 1947 tot 1953 burgemeester was. In 1970 werd hij verkozen tot gemeenteraadslid van Sint-Pieters-Woluwe.
In 1949 werd hij als vertegenwoordiger van de PSC lid van de Kamer van volksvertegenwoordigers voor het arrondissement Brussel, wat hij bleef tot in 1974. Vervolgens was hij van 1974 tot 1977 rechtstreeks gekozen senator in de Senaat. Van 1954 tot 1958 zetelde Saint-Rémy in de Kamer voor de partij Rassemblement Social-Chrétien de La Liberté, waarvan hij in 1953 een van de medestichters was met Jean-Marie Evrard. Beide richtten in 1957 een andere rechtsconservatief partij, de Rassemblement National (België), op.
Als vertegenwoordiger van de middenstand en vrije beroepen binnen de PSC, was hij in 1955 ook medestichter van de Mouvement indépendant des indépendants et des cadres. Vanuit zijn mandaat van parlementslid zetelde hij vanaf 1971 ook in de Cultuurraad voor de Franse Cultuurgemeenschap, waarvan hij in 1972 de secretaris werd. Ook was hij voorzitter van de in 1972 opgerichte CEPIC, de conservatieve afdeling van de PSC.
In 1979 was hij de voorzitter van de Association belge-sudafricaine, die apartheid in Zuid-Afrika steunde.